# Thales Leites
Thales Leites Lourenço (Rio de Janeiro, 6 settembre 1981) è un lottatore di arti marziali miste brasiliano.
Combatte nella divisione dei pesi medi per l'organizzazione statunitense UFC, nella quale è stato uno sfidante al titolo di categoria nel 2009, venendo sconfitto dal connazionale Anderson Silva.
In passato è stato campione dei pesi medi nella promozione svedese Superior Challenge.

## Carriera nelle arti marziali miste

### Inizi
La carriera da professionista di Thales Leites ha inizio nel 2003 con un evento organizzato dalla Shooto nella sua Rio de Janeiro.
In tre anni Leites mette a segno ben nove vittorie consecutive combattendo tra Brasile, Stati Uniti e Giappone: tra queste vittorie spiccano quelle su Lucio Linhares, sugli esperti Gustavo Machado e Jason Guida, sull'ex campione KOTC Ronald Jhun e soprattutto sul thaiboxer José Landi-Jons.

### Ultimate Fighting Championship
Con un record personale di 9-0 Leites venne ingaggiato dalla prestigiosa promozione statunitense UFC che pianificò l'esordio del lottatore brasiliano con l'evento Ortiz vs Shamrock 3: The Final Chapter nell'ottobre del 2006 contro Nate Marquardt, ma dei problemi di visto fecero slittare il suo debutto di un mese.
In novembre affrontò quindi lo striker danese Martin Kampmann in un incontro di pesi medi, venendo sconfitto ai punti.
I successivi due anni rappresentarono la svolta nella carriera di Leites, in quanto l'atleta di Rio nel 2007 ebbe la meglio su Pete Sell, Floyd Sword e sull'esordiente Ryan Jensen: in quest'ultimo incontro Leites rimpiazzò l'indisponibile Travis Lutter e vinse per sottomissione, ottenendo anche il riconoscimento Submission of the Night.
Nel 2008 proseguì la sua inarrestabile corsa verso il titolo ottenendo un'importantissima vittoria sul quotato ex campione Pancrase Nate Marquardt: in tale incontro Marquardt ebbe chiaramente la meglio, con due giudici su tre che assegnarono due round allo statunitense e il rimanente giudice che diede un 30-27 a favore di Marquardt, ma due scorrettezze commesse da quest'ultimo causarono la perdita di due punti e conseguentemente la vittoria andò a Leites.
La successiva vittoria per sottomissione sullo striker dalle mani pesanti Drew McFedries qualificarono Leites come primo contendente al titolo dei pesi medi UFC, al tempo nelle mani della leggenda Anderson Silva, il quale era alla sua quinta difesa della cintura.
La sfida per il titolo avvenne il 18 aprile 2009 con l'evento UFC 97: Redemption in Canada: Leites venne sconfitto nettamente da Anderson Silva ai punti (49–46, 48–47 e 50–46 i punteggi) e i due lottatori vennero fortemente criticati per il basso contenuto di spettacolo che offrirono nel loro incontro.
Nemmeno un mese dopo Leites affrontò l'italiano Alessio Sakara, venendo sconfitto per decisione non unanime dei giudici di gara in un altro incontro da dimenticare per il pubblico: dopo la seconda debàcle consecutiva Leites venne licenziato dall'UFC.

### 2010-2012
Leites trovò un accordo con la promozione canadese MFC e nel dicembre 2009 affrontò il fuoriclasse di grappling Dean Lister, ottenendo un'importante vittoria ai punti.
Successivamente sottomise rapidamente anche Rico Washington e Jesse Taylor, ma nel maggio 2010 per la prima volta in carriera venne sconfitto per sottomissione contro il navigato Matt Horwich in un incontro valido per il titolo dell'organizzazione statunitense Powerhouse World Promotions.
In seguito entrò nella promozione svedese Superior Challenge, dove nel primo incontro sottomise il futuro lottatore UFC Tor Troéng; ottenne così la possibilità di lottare per il titolo dei pesi medi contro il veterano ed ex contendente al titolo dei pesi mediomassimi UFC Jeremy Horn: Leites vinse ai punti in modo risicato e divenne campione.
Nel 2012 tornò a lottare in Brasile nella rivincita contro Matt Horwich, vincendo per sottomissione.

### Ritorno in UFC
Con un nuovo record personale di 20 vittorie e 4 sconfitte Leites nel 2013 venne richiamato dall'UFC per affrontare il britannico Tom "Kong" Watson nella sua Rio de Janeiro: Leites s'impose nettamente con una vittoria per decisione unanime con tutti i giudici che assegnarono un punteggio di 30-27 al brasiliano.
Successivamente sconfisse anche l'abile grappler e gatekeeper della divisione Ed Herman.
Nell'aprile 2014 si sbarazzò in pochi secondi di Trevor Smith in un evento tenutosi negli Emirati Arabi Uniti.
Leites prosegue la sua scalata al top 10 della divisione sconfiggendo a sorpresa per KO il francese Francis Carmont ed ottenendo il premio Performance of the Night.
Leites non si ferma nemmeno nel 2015: in gennaio sottomette il numero 13 Tim Boetsch e viene premiato con un bonus di 100.000 dollari per i riconoscimenti Performance of the Night e Fight of the Night.
A luglio affronta l'inglese e veterano della UFC Michael Bisping, perdendo per decisione non unanime in un match molto equilibrato durato ben 5 round. Mentre a febbraio del 2016 venne sconfitto in modo netto da Gegard Mousasi per decisione unanime.
Il 6 agosto avrebbe dovuto affrontare Brad Tavares, ma quest'ultimo si infortunò alle costole e venne sostituito da Chris Camozzi. Dopo aver dominato il primo e il secondo round grazie alla sua superiorità nella lotta a terra, Leites riuscì a sottomettere Camozzi con una rear-naked choke al terzo minuto della terza ripresa.
A novembre venne sconfitto per decisione unanime da Krzysztof Jotko all'evento UFC Fight Night: Bader vs. Nogueira 2.

## Risultati nelle arti marziali miste
| Risultato | Record | Avversario        | Metodo                                       | Evento                                   | Data              | Round | Tempo | Città                       | Note                                             |
| --------- | ------ | ----------------- | -------------------------------------------- | ---------------------------------------- | ----------------- | ----- | ----- | --------------------------- | ------------------------------------------------ |
| Vittoria  | 28-9   | Hector Lombard    | Decisione (unanime)                          | UFC Fight Night: Santos vs. Anders       | 22 settembre 2018 | 3     | 5:00  | San Paolo, Brasile          |                                                  |
| Sconfitta | 27-9   | Jack Hermansson   | KO Tecnico (pugni)                           | UFC 224                                  | 12 maggio 2018    | 3     | 2:10  | Rio de Janeiro, Brasile     |                                                  |
| Sconfitta | 27-8   | Brad Tavares      | Decisione (unanime)                          | UFC 216                                  | 7 ottobre 2017    | 3     | 5:00  | Las Vegas, Stati Uniti      |                                                  |
| Vittoria  | 27-7   | Sam Alvey         | Decisione (unanime)                          | UFC Fight Night: Swanson vs. Lobov       | 6 aprile 2017     | 3     | 5:00  | Nashville, Stati Uniti      |                                                  |
| Sconfitta | 26-7   | Krzysztof Jotko   | Decisione (unanime)                          | UFC Fight Night: Bader vs. Nogueira 2    | 19 novembre 2016  | 3     | 5:00  | San Paolo, Brasile          |                                                  |
| Vittoria  | 26-6   | Chris Camozzi     | Sottomissione (rear-naked choke)             | UFC Fight Night: Rodriguez vs. Caceres   | 6 agosto 2016     | 3     | 2:58  | Salt Lake City, Stati Uniti |                                                  |
| Sconfitta | 25-6   | Gegard Mousasi    | Decisione (unanime)                          | UFC Fight Night: Silva vs. Bisping       | 27 febbraio 2016  | 3     | 5:00  | Londra, Inghilterra         |                                                  |
| Sconfitta | 25-5   | Michael Bisping   | Decisione (non unanime)                      | UFC Fight Night: Bisping vs. Leites      | 18 luglio 2015    | 5     | 5:00  | Glasgow, Scozia             |                                                  |
| Vittoria  | 25-4   | Tim Boetsch       | Sottomissione Tecnica (triangolo di braccio) | UFC 183: Silva vs. Diaz                  | 31 gennaio 2015   | 2     | 3:45  | Las Vegas, Stati Uniti      |                                                  |
| Vittoria  | 24-4   | Francis Carmont   | KO (pugni)                                   | UFC Fight Night: Henderson vs. dos Anjos | 23 agosto 2014    | 2     | 0:20  | Tulsa, Stati Uniti          |                                                  |
| Vittoria  | 23-4   | Trevor Smith      | KO Tecnico (pugni)                           | UFC Fight Night: Minotauro vs. Nelson    | 11 aprile 2014    | 1     | 0:45  | Abu Dhabi, EAU              |                                                  |
| Vittoria  | 22-4   | Ed Herman         | Decisione (unanime)                          | UFC 167: St-Pierre vs. Hendricks         | 16 novembre 2013  | 3     | 5:00  | Las Vegas, Stati Uniti      |                                                  |
| Vittoria  | 21-4   | Tom Watson        | Decisione (unanime)                          | UFC 163: Aldo vs. Korean Zombie          | 3 agosto 2013     | 3     | 5:00  | Rio de Janeiro, Brasile     |                                                  |
| Vittoria  | 20-4   | Matt Horwich      | Sottomissione (triangolo di braccio)         | AFC: Amazon Forest Combat 2              | 31 marzo 2012     | 2     | 4:39  | Manaus, Brasile             |                                                  |
| Vittoria  | 19–4   | Jeremy Horn       | Decisione (non unanime)                      | Superior Challenge 7: Rise of Champions  | 30 aprile 2011    | 3     | 5:00  | Stoccolma, Svezia           | Vince il titolo dei Pesi Medi Superior Challenge |
| Vittoria  | 18–4   | Tor Troeng        | Sottomissione (rear naked choke)             | Superior Challenge 6: Lions Den          | 29 ottobre 2010   | 2     | 3:33  | Stoccolma, Svezia           |                                                  |
| Sconfitta | 17-4   | Matt Horwich      | Sottomissione (rear naked choke)             | PWP: War on the Mainland                 | 14 agosto 2010    | 4     | 0:44  | Irvine, Stati Uniti         | Per il titolo dei Pesi Medi PWP                  |
| Vittoria  | 17–3   | Jesse Taylor      | Sottomissione (triangolo)                    | MFC 25: Vindication                      | 7 maggio 2010     | 1     | 2:27  | Edmonton, Canada            |                                                  |
| Vittoria  | 16–3   | Rico Washington   | Sottomissione (triangolo di braccio)         | Bitetti Combat MMA 6                     | 25 febbraio 2010  | 1     | 2:40  | Brasilia, Brasile           |                                                  |
| Vittoria  | 15–3   | Dean Lister       | Decisione (unanime)                          | MFC 23: Unstoppable                      | 4 dicembre 2009   | 3     | 5:00  | Edmonton, Canada            | Debutto in MFC                                   |
| Sconfitta | 14-3   | Alessio Sakara    | Decisione (non unanime)                      | UFC 101: Declaration                     | 8 agosto 2009     | 3     | 5:00  | Filadelfia, Stati Uniti     |                                                  |
| Sconfitta | 14-2   | Anderson Silva    | Decisione (unanime)                          | UFC 97: Redemption                       | 18 aprile 2009    | 5     | 5:00  | Montréal, Canada            | Per il titolo dei Pesi Medi UFC                  |
| Vittoria  | 14–1   | Drew McFedries    | Sottomissione (rear naked choke)             | UFC 90: Silva vs. Côté                   | 25 ottobre 2008   | 1     | 1:18  | Rosemont, Stati Uniti       |                                                  |
| Vittoria  | 13–1   | Nate Marquardt    | Decisione (non unanime)                      | UFC 85: Bedlam                           | 7 giugno 2008     | 3     | 5:00  | Londra, Regno Unito         |                                                  |
| Vittoria  | 12–1   | Ryan Jensen       | Sottomissione (armbar)                       | UFC 74: Respect                          | 25 agosto 2007    | 1     | 3:47  | Las Vegas, Stati Uniti      |                                                  |
| Vittoria  | 11–1   | Floyd Sword       | Sottomissione (triangolo di braccio)         | The Ultimate Fighter 5                   | 23 giugno 2007    | 1     | 3:50  | Las Vegas, Stati Uniti      |                                                  |
| Vittoria  | 10–1   | Pete Sell         | Decisione (unanime)                          | UFC 69: Shootout                         | 7 aprile 2007     | 3     | 5:00  | Houston, Stati Uniti        |                                                  |
| Sconfitta | 9–1    | Martin Kampmann   | Decisione (unanime)                          | The Ultimate Fighter 4 Finale            | 11 novembre 2006  | 3     | 5:00  | Las Vegas, Stati Uniti      | Debutto in UFC                                   |
| Vittoria  | 9–0    | Jose Landi-Jons   | Sottomissione (triangolo di braccio)         | Jungle Fight 6                           | 29 aprile 2006    | 1     | 2:40  | Manaus, Brasile             |                                                  |
| Vittoria  | 8–0    | Osami Shibuya     | Decisione (unanime)                          | MARS                                     | 4 febbraio 2006   | 3     | 5:00  | Tokyo, Giappone             |                                                  |
| Vittoria  | 7–0    | Jason Guida       | Sottomissione (armbar)                       | Ultimate Warriors Combat 1               | 10 dicembre 2005  | 1     | 1:38  | Hawaii, Stati Uniti         |                                                  |
| Vittoria  | 6–0    | Ronald Jhun       | KO Tecnico (stop medico)                     | ROTR: Qualifiers                         | 17 settembre 2005 | 3     | 0:32  | Honolulu, Stati Uniti       |                                                  |
| Vittoria  | 5–0    | Gustavo Machado   | Sottomissione (colpi)                        | Storm Samurai 8                          | 2 luglio 2005     | 3     | -     | Brasilia, Brasile           |                                                  |
| Vittoria  | 4–0    | Adam Roland       | Sottomissione (armbar)                       | Rumble on the Rock 7                     | 7 maggio 2005     | 1     | 0:49  | Hawaii, Stati Uniti         |                                                  |
| Vittoria  | 3–0    | Flavio Luiz Moura | Sottomissione (triangolo di braccio)         | Vitoria Extreme Fighting 1               | 29 maggio 2004    | -     | -     | Vitória, Brasile            |                                                  |
| Vittoria  | 2–0    | Lucio Linhares    | KO Tecnico (stop medico)                     | Vitoria Extreme Fighting 1               | 29 maggio 2004    | 1     | -     | Vitória, Brasile            |                                                  |
| Vittoria  | 1–0    | Felipe Arinelli   | Sottomissione (triangolo di braccio)         | Shooto Brazil: Welcome to Hell           | 23 novembre 2003  | 2     | -     | Rio de Janeiro, Brasile     |                                                  |